# Castillo de Bullas
El castillo de Bullas era un antiguo castillo situado en la localidad murciana de Bullas (España), del que hoy tan sólo quedan diversos restos en el centro histórico de la población. 
De origen musulmán, fue construido entre los siglos XII y XIII, antes de la conquista castellana. Tras la rebelión mudéjar de 1264-1266 fue donado a la Orden del Temple junto a sus territorios circundantes.
Sus restos fueron declarados Bien de Interés Cultural en 1997.

## Historia
De origen andalusí, tras la rebelión mudéjar fue donado por la corona de Castilla a la Orden del Temple junto a las fortificaciones de Cehegín y Caravaca, pasando a convertirse en una bailía. Sin embargo, en 1286 el alcaide de la fortaleza de Bullas se rendía al alcaide granadino de Huéscar, provocando que fuera acusado por Sancho IV de Castilla y León de traición.
No obstante, caballeros templarios y el adelantado mayor de Murcia emprendieron un asedio que acabó con la toma del castillo. Con la extinción de la Orden del Temple, todas sus posesiones pasaron a la Orden de Santiago en 1310, aunque ya por entonces el territorio de Bullas se había convertido en un espacio despoblado ante el peligro fronterizo del reino de Murcia.

## Restos arqueológicos
De aquella fortificación apenas quedan algunos restos visibles en ciertas callejuelas del casco viejo de Bullas. Sus piedras fueron empleadas a lo largo de los siglos XVII y XVIII para la construcción de las casas de una población en constante crecimiento. Las sencillas técnicas constructivas empleadas hasta época reciente reaprovechaban e integraban las estructuras preexistentes en los muros de las viviendas, algo que ha favorecido la conservación en el subsuelo de buena parte de los niveles arqueológicos.
Aunque la estructura del castillo se perdió para siempre, su memoria permanece asociada a un sector urbano concreto, como la Placeta y la Calle del Castillo.